# Ataque de Waraccoña de 2023
El ataque de Waraccoña fue una emboscada realizada el 11 de octubre de 2023 contra un vehículo que llevaba a fiscalizadores de la Superintendencia de Transporte Terrestre de Personas, Carga y Mercancías en el departamento de Apurímac. El ataque dejó un muerto y de nueve a trece heridos.

## Descripción
La emboscada se desarrolló en el kilómetro 798 a las afueras de Waraccoña en el distrito de Curahuasi (provincia de Abancay), en el trayecto entre Apurímac y Cuzco.
Miembros de la Superintendencia de Transporte Terrestre de Personas, Carga y Mercancías (SUTRAN), aproximadamente nueve, se encontraban realizando la fiscalización de vehículos formales. Los de SUTRAN estaban resguardados por dos patrullas de la Policía Nacional del Perú (PNP), pero dichas patrullas se retiraron al terminar las labores.

## Ataque
El vehículo que transportaba a los fiscalizadores al momento de regresar fueron interceptados por desconocidos, que bloquearon la carretera con troncos, estas personas procedieron a lanzar combustible y prender fuego al vehículo con los miembros de SUTRAN dentro:

El vehículo, en un inicio, fue apedreado. Luego, un grupo de los diez a doce sujetos rompieron la luna del conductor, a quien bajaron y golpearon [mientras] otros rociaban con gasolina la parte externa e interna de la van sabiendo que dentro de la van había ocho personas.
Jefe del Frente Policial Apurímac, general PNP Reynaldo Santos Villalta.

Siete personas lograron salir del vehículo siniestrado, pero uno murió calcinado por el fuego. Los atacantes se retiraron de forma paralela, siendo un aproximado de doce a quince.

## Víctimas
Rony Revilla Bravo fue la víctima mortal registrada por la PNP. Según fuentes los heridos son de nueve a trece personas, de estos heridos «no van a quedar bien» de acuerdo a los comentarios del Sindicato de SUTRAN. Los heridos con quemaduras graves fueron trasladados a centros hospitalarios Essalud de Abancay, Cuzco e incluso al Hospital Nacional Guillermo Almenara Irigoyen en Lima.

## Motivo del ataque
Para el Sindicato SUTRAN, la PNP y familiares de los afectados, los autores del ataque fueron transportistas informales, debido a la labor fiscalizadora de SUTRAN, así mismo ese mismo día se registraron ataques a fiscalizadores en el Cuzco y en el Callao.